# Vincent Baudriller
 (juillet 2024).
Si vous disposez d'ouvrages ou d'articles de référence ou si vous connaissez des sites web de qualité traitant du thème abordé ici, merci de compléter l'article en donnant les références utiles à sa vérifiabilité et en les liant à la section « Notes et références ».
Vincent Baudriller, né le 28 avril 1968 à Valenciennes, est un responsable théâtral français. 
Il est directeur du Théâtre Vidy-Lausanne depuis 2013.

## Biographie

### Origines et famille
Vincent Baudriller naît le 28 avril 1968 à Valenciennes, dans le nord de la France. Il a quatre sœurs et grandit à Dunkerque à partir de 1970.
Son père est ingénieur à Électricité de France. 
Il est marié et père de trois enfants.

### Études et parcours professionnel et artistique
Étudiant à l'École supérieure de commerce de Rouen, il participe à la création d'un festival de théâtre étudiant.
En 1990 il travaille à l’ambassade de France à Madrid, sans abandonner le monde du théâtre. Il entre au Festival d'Avignon en 1992, comme attaché de production du programme traditionnel sud-américain, conçu par Alain Crombecque et Véronique Charrier. L'année suivante, le nouveau directeur du festival, Bernard Faivre d'Arcier et l’administrateur Gérard Deniaux le chargent de mettre en place une structure de production propre au festival, devenant chargé de production en 1994 et coordinateur des programmes internationaux, notamment pour la Russie (1997), et pour les productions audiovisuelles. En 1998 il devient administrateur de production et conseiller artistique notamment pour le programme Amérique latine (1999), puis adjoint à la programmation en 2002.
En janvier 2003, il est nommé codirecteur du Festival d’Avignon avec Hortense Archambault. En septembre 2013, il prend la direction du Théâtre de Vidy à Lausanne.

### Festival d’Avignon (2004-2013)

#### Un festival de création favorisant la démocratisation culturelle
Avec Hortense Archambault, ils succèdent à Bernard Faivre d'Arcier après l'annulation de l'édition 2003 du festival à la suite de la grève des intermittents du spectacle. Ils installent la direction du Festival à Avignon aux dépens de Paris et accentuent la présence du festival dans la ville.
En 2005, sa programmation « centrée sur des artistes accusés de sacrifier le texte » suscite une grande polémique.
Reconduits fin 2006 jusqu'en 2011, ils le sont à nouveau pour les éditions 2012 et 2013, notamment pour réaliser la construction à Avignon d’un nouveau lieu de résidence et de création La FabricA. Cette grande salle de répétition, située en dehors des remparts du centre-ville dans le quartier de Monclar, se transforme en salle de spectacle pendant le festival. Avec ses 18 appartements et son plateau de répétition de la taille de la scène de la Cour d’honneur du Palais des Papes, lieu historique du Festival, La FabricA incarne leur projet développé pendant 10 ans pour le festival : être à la fois un lieu de production et de création au rayonnement international, et un centre de démocratisation culturelle, prolongeant ainsi l’esprit de Jean Vilar.

#### Une programmation internationale
Leur codirection avec Hortense Archambault aura renforcé la cohérence artistique de chaque édition avec le choix d’un ou deux artistes associés dont l’œuvre se trouve au cœur du programme et qui inspire chaque année de nouveaux territoires artistiques. Ils associent ainsi au Festival le metteur en scène allemand Thomas Ostermeier en 2004, le chorégraphe belge Jan Fabre en 2005, le chorégraphe et plasticien hongrois Josef Nadj en 2006, le metteur en scène français Frédéric Fisbach en 2007, l’actrice française Valérie Dréville et le metteur en scène italien Romeo Castellucci en 2008, le dramaturge et metteur en scène libano-québécois Wajdi Mouawad en 2009, le poète français Olivier Cadiot et le metteur en scène suisse Christoph Marthaler en 2010, le metteur en scène anglais Simon Mc Burney en 2012, et enfin, l’auteur et metteur en scène congolais Dieudonné Niangouna et le metteur en scène français Stanislas Nordey en 2013.

### Théâtre Vidy-Lausanne
En septembre 2013, Vincent Baudriller succède à René Gonzalez à la direction du Théâtre de Vidy à Lausanne.
En collaboration avec l’Arsenic, autre scène lausannoise, il fonde en 2015 le Festival Programme Commun. Après la construction d’une nouvelle salle, un pavillon en bois à l’architecture innovante et écologique conçue par l’architecte Yves Weinand, professeur à l’EPFL, une importante rénovation et extension du théâtre est prévue entre 2020 et 2022, permettant la modernisation du bâtiment historique conçu par Max Bill et dotant le théâtre d’une salle de répétition adaptée à l’activité de production et de création du théâtre.

## Distinctions
- Commandeur de l'ordre des Arts et des Lettres
- Officier de l'ordre des Arts et des Lettres

## Source
- « Hortense Archambault, Vincent Baudriller », sur festival-avignon.com, Festival d'Avignon, 24 mars 2005 (consulté le 31 juillet 2008)